# Мезоліт
Мезолі́т (грец. μέσος — середній і грец. λίθος — камінь), Середньокам'яна доба — епоха кам'яної доби (15,000-5,000 до н.е), що була перехідною між палеолітом і неолітом. Також, деколи вживається назва епіпалеоліт (Верхня давньокам'яна доба) для позначення культур з середньокам'яною індустрією, що існували за часу середньокам'яної доби.

## Час

### Межі
Серед основних ознак за якими відрізняють ранні мезолітичні пам'ятки від палеолітичних є поява геометричних мікро або макролітичних знарядь.
Умовною межею між пізнім мезолітом і неолітом є поява глиняного посуду.
В різних регіонах Землі час епохи мезоліту різний. В Європі епоха мезоліту охоплює приблизно час з XV по V тисячоріччя до н. е.

### Геологічна доба
Мезоліт є яскравим прикладом сильного впливу навколишнього середовища на життя й еволюцію людства.
Початок середньокам'яної доби людства збігається з переходом від льодовикової геологічної доби — плейстоцену до сучасної доби — голоцену. З цим переходом відбулися зміни у ландшафті та кліматі, що певно відобразилося на способі буття людини та історії людських суспільств.
За середньокам'яної доби льодовиковикові прояви зникають, клімат поступово теплішає, формується сучасна річкова сітка, обновлюється рослинність, змінюється фауна.

### Людство
Збільшується чисельність населення Землі. За підрахунками воно перевищило 5 мільйонів осіб.
Технологічні досягнення дозволяють краще обробляти землю, а також змінюють організацію суспільного та духовного життя.

## Господарство

### Полювання
До того часу відноситься важливий технічний винахід — лук і стріли. Ці вироби значно підвищили ефективність полювання. Популяції диких тварин зменшувалися, що призвело до просування племен на нові землі. Завдяки луку стало можливе одноосібне полювання. В результаті підвищилася роль особи у первісному суспільстві — стали непотрібними великі громадські об'єднання, їх змінюють невеликі колективи мисливців.
Повсюдно був одомашнений собака, що допомагав у полюванні та при необхідності був джерелом м'яса.

### Рибальство
Велика кількість водних просторів після танення льодовиків привела до широкого поширення рибальства. Був винайдений рибацький гачок. З епохи мезоліту до нас дійшли найдавніші відомі плавзасоби - човни-довбанки, виготовлені шляхом випалювання серцевини однієї колоди.

### Скотарство
Починаються спроби одомашнення тварин. У мезолітичних стоянках Криму знайдено кістки пса та свині, яких почали приручати. Першою прирученою твариною стала свиня (згідно з іншою, новішою гіпотезою — коза).

### Збиральництво
Криза мисливського господарства, також призвела до зростання ролі збиральництва. Змінюється і характер збиральництва, його основою стає збір диких злаків.

### Хліборобство
На Стародавньому Сході за середньокам'яної доби починають хліборобство.

### Ремісництва
У середньокам'яній добі використовується ширше за давньокам'яної з для виготовлення знарядь кістка. Винайдені рибацькі гачки, що виготовляли з кістки…
З'являється нова, ефективніша, так звана мікролітична техніка обробки каменю: виготовлення кременевих пластин-вкладишів невеликого розміру — мікроліт. Наприклад, основу серпа робили з кістки, а лезо складали мікроліти.
Набувають важливої ролі кидальні знаряддя та зброя, для виготовлення яких використовувалися різні мікроліти — крем'яні вкладні та вістря, як то трапеції, сегменти, трикутники, різного виду вістря й пластини з затупленою спинкою (тупоспинники), косі вістря та інши.
Тривалий час в археології «мезоліт» та «мікролітична доба» були тотожні. Проте тепер встановлено, що мікроліти були винайдені за давньокам'яної доби, та продовжували використовуватися за новокам'яної.
З освоєнням за середньокам'яної доби лісів набувають широкого поширення макроліти — сокири й тесла.
В цей час у людей з'явилися перші навички у виготовленні глиняного посуду.

## Мистецтво середньокам'яної доби
Загальний характер образотворчого мистецтва порівняно з попереднім етапом зберігається, однак на відміну від палеоліту в мезолітичних розписах центральним об'єктом стає людина та її діяльність. Тепер художник прагне передати не стільки зовнішню сторону, скільки внутрішнє значення того, що відбувається. Зображення менш реалістичне, що говорить про нові задачі, які вирішувало мистецтво. Головна увага тепер зосереджена на сюжеті, динаміці того, що відбувається (полювання, танець).

## Поховання
Для поховань часів мезоліту характерним був обряд трупопокладення у стані випростаному на спині або в скорченому на боці.

Фотографії мезолітичних поховань з Тулузького музею
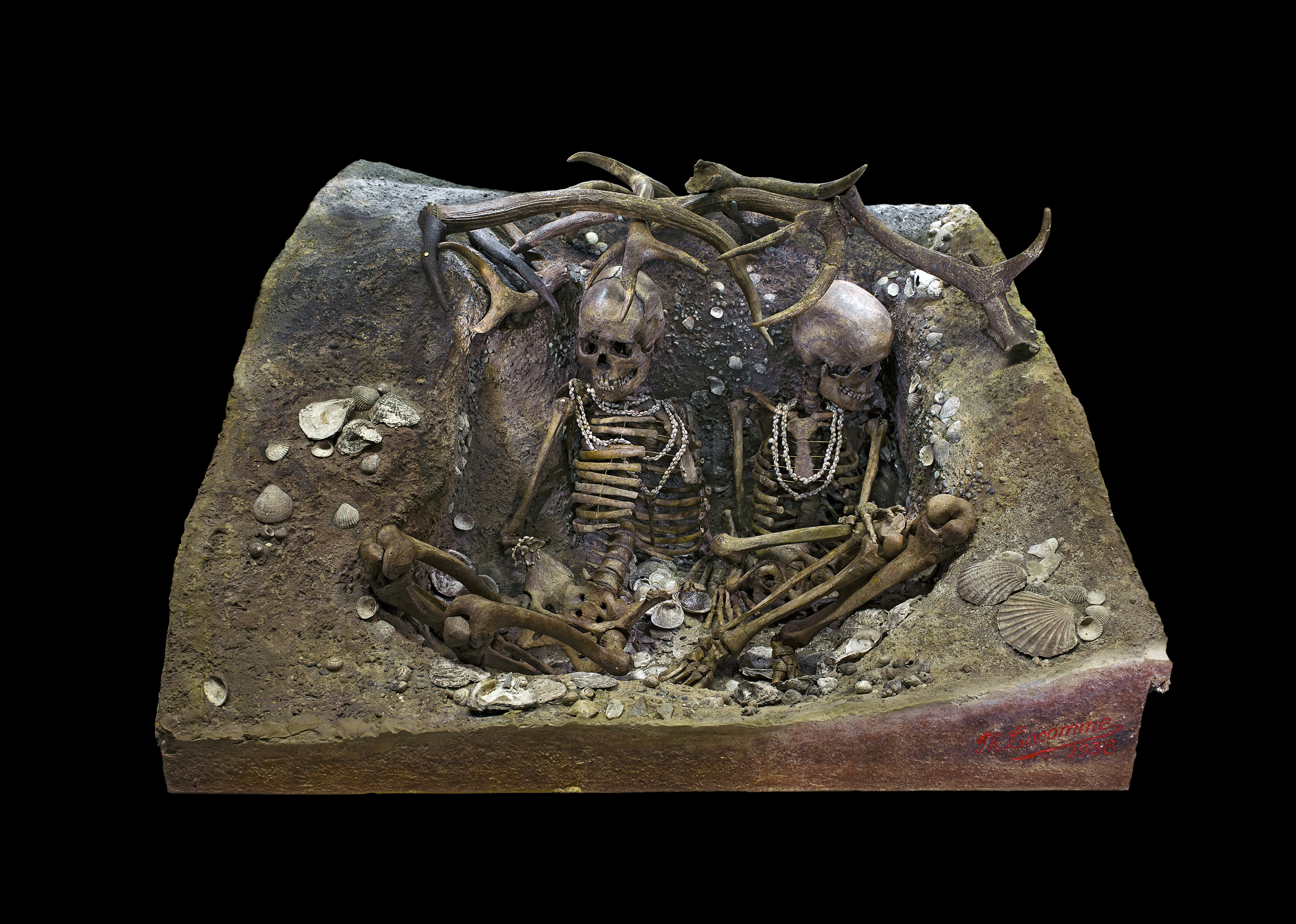
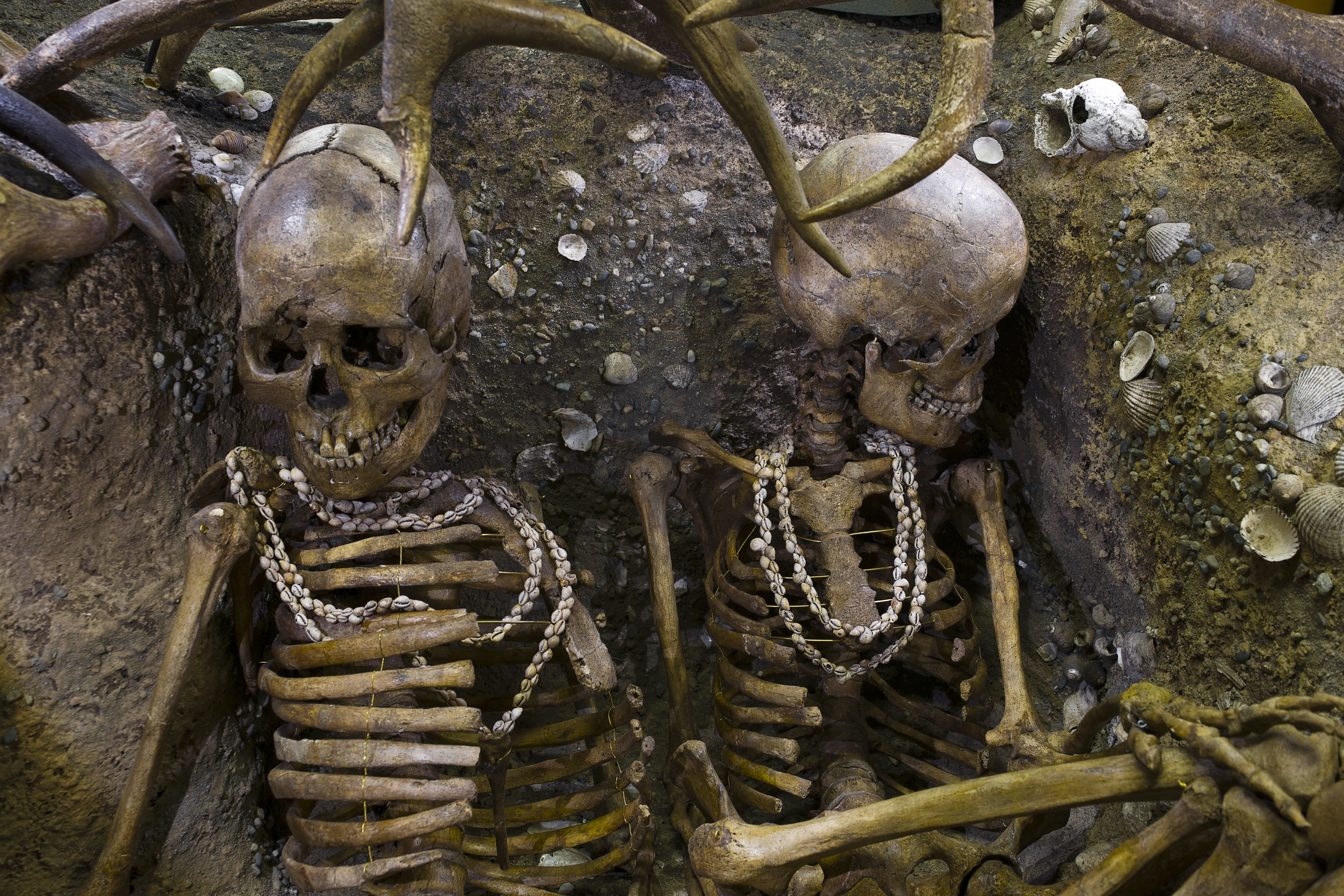
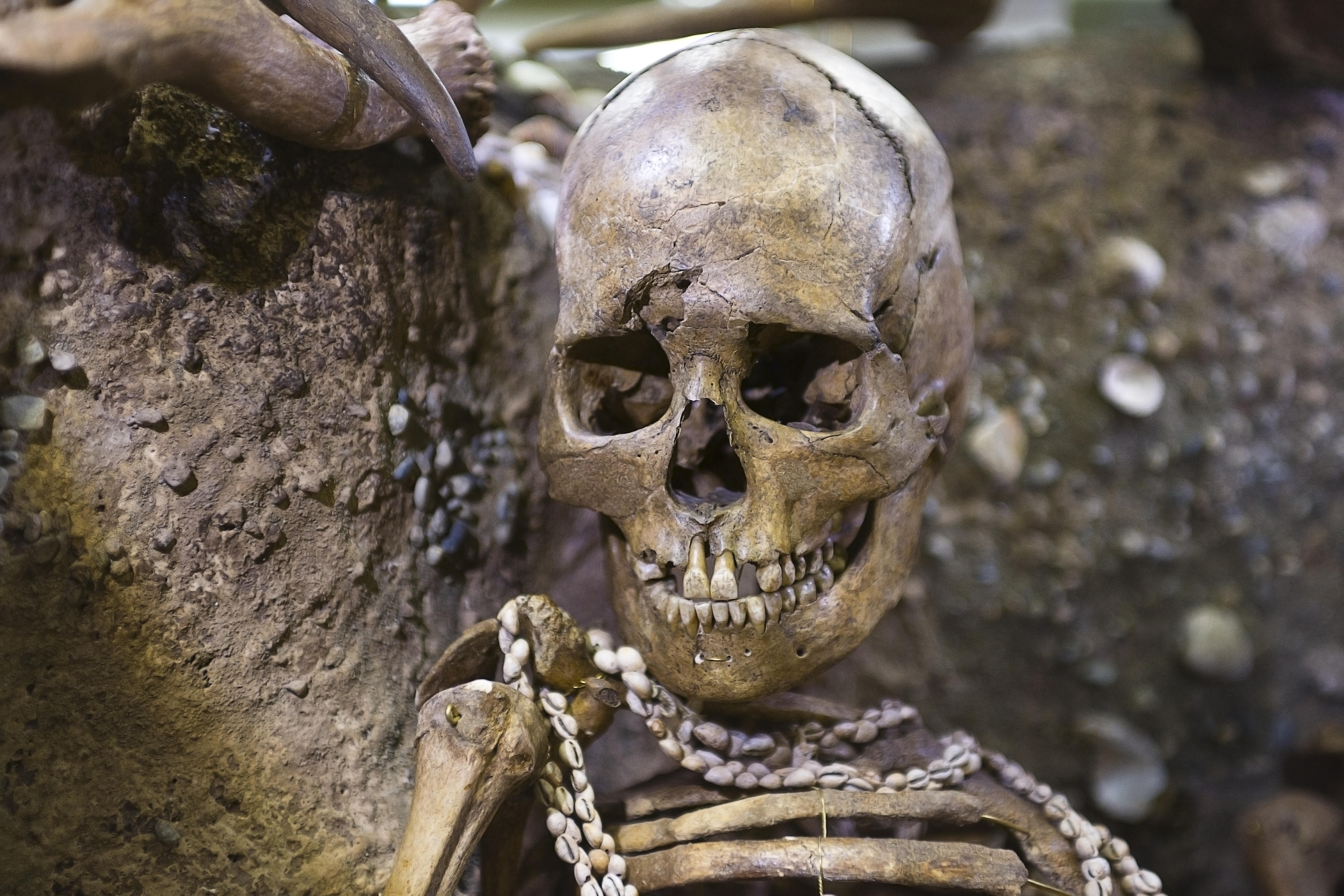
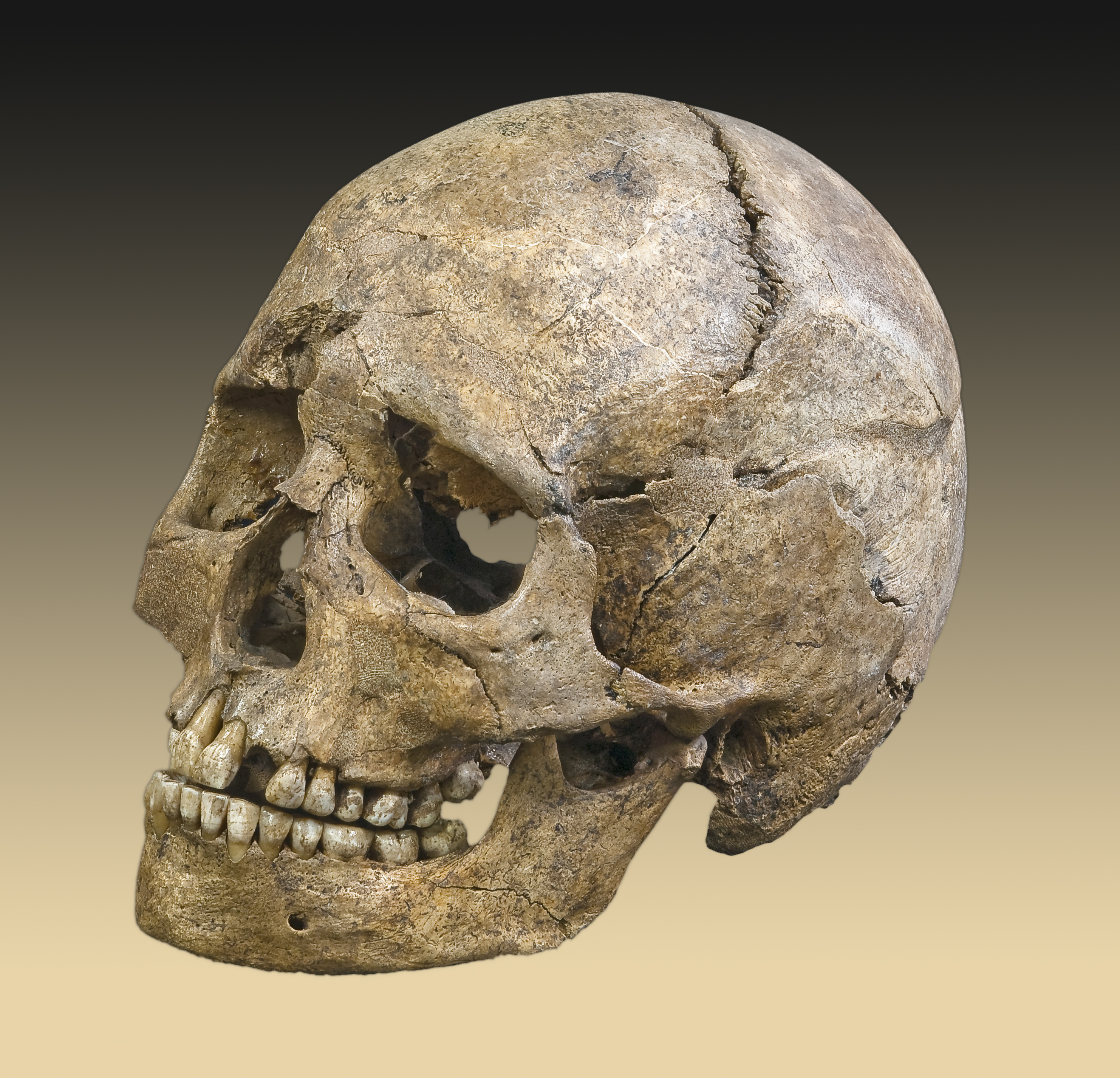